# Тіпаза
Тіпаза (раніше Тефассед, шенуа:  — ринок, араб. تيبازة) — місто в Алжирі, розташоване на узбережжі Середземного моря за 68 км на захід від міста Алжир, адміністративний центр однойменної провінції.
Сучасне місто, засноване в 1857 році, відоме в основному завдяки своїм піщаним пляжам і групі руїн фінікійського, давньоримського, ранньохристиянського, візантійського походження, а також місцевими пам'ятниками, такими як Кбор-ер-Руміа і великий мавзолей царів Мавретанії.

## Історія
Тіпаза була заснована фінікійцями і з VI століття до н. е. була фінікійською заставою. У 46 році н. е., після того, як римський імператор Клавдій захопив Мавретанію, він надав Тіпазі латинські права (часткове громадянство). Давнє римське місто було побудоване на трьох невеликих пагорбах недалеко від моря. Протягом наступних 150 років Тіпаза стала колонією Риму (повне римське громадянство). У місті було рано поширене християнство, в III столітті Тіпаза була єпископським престолом. Проте більшість населення не прийняло християнську релігію. Згідно з легендою в IV столітті християнська діва Сальса кинула голову язичницького зміїного ідола в море, після чого розгнівані люди побили її камінням до смерті. Її тіло, дивним чином виявлене в морі, було спалено в каплиці на пагорбі біля гавані, де згодом розташувалася базиліка. У 484 році король вандалів Хунера (477—484) послав до Тіпази аріанського єпископа, після чого велика кількість населення переїхала до Іспанії, а частина, що залишилася жорстоко переслідувалася.
Дотепер не залишилося слідів будинків римлян, більшість з яких розташовувалися на центральному пагорбі, проте є руїни трьох церков (Великої базиліки, базиліки Олександра і базиліки Святої Сальси), двох кладовищ, лазень, театру, амфітеатру і німфеума. Базиліки оточені кладовищами, труни в яких виготовлені з каміння і покриті мозаїкою. Базиліка Святої Сальси, розкопана Стефаном Гжеллем, складається з нефа і двох бокових вівтарів, в ній збереглася антична мозаїка. На місці Великої базиліки протягом кількох століть перебувала каменоломня, але тим не менше виділяється її план, що складається з семи прибудов. Під фундаментом церкви розташовані поховання, вирубані з твердого каміння. Одне з них має округлу форму діаметром 18 м і містить 24 труни.
У VI столітті Тіпаса на деякий час знову відродилася під час візантійської окупації. Коли туди прибули араби місту було дано ім'я Тефассед, що в перекладі з арабської означає «сильно зруйноване».
Сучасне місто Тіпаза було побудоване в 1857 році. У 1982 році стародавнє місто Тіпаза було включене до списку Світової спадщини ЮНЕСКО.

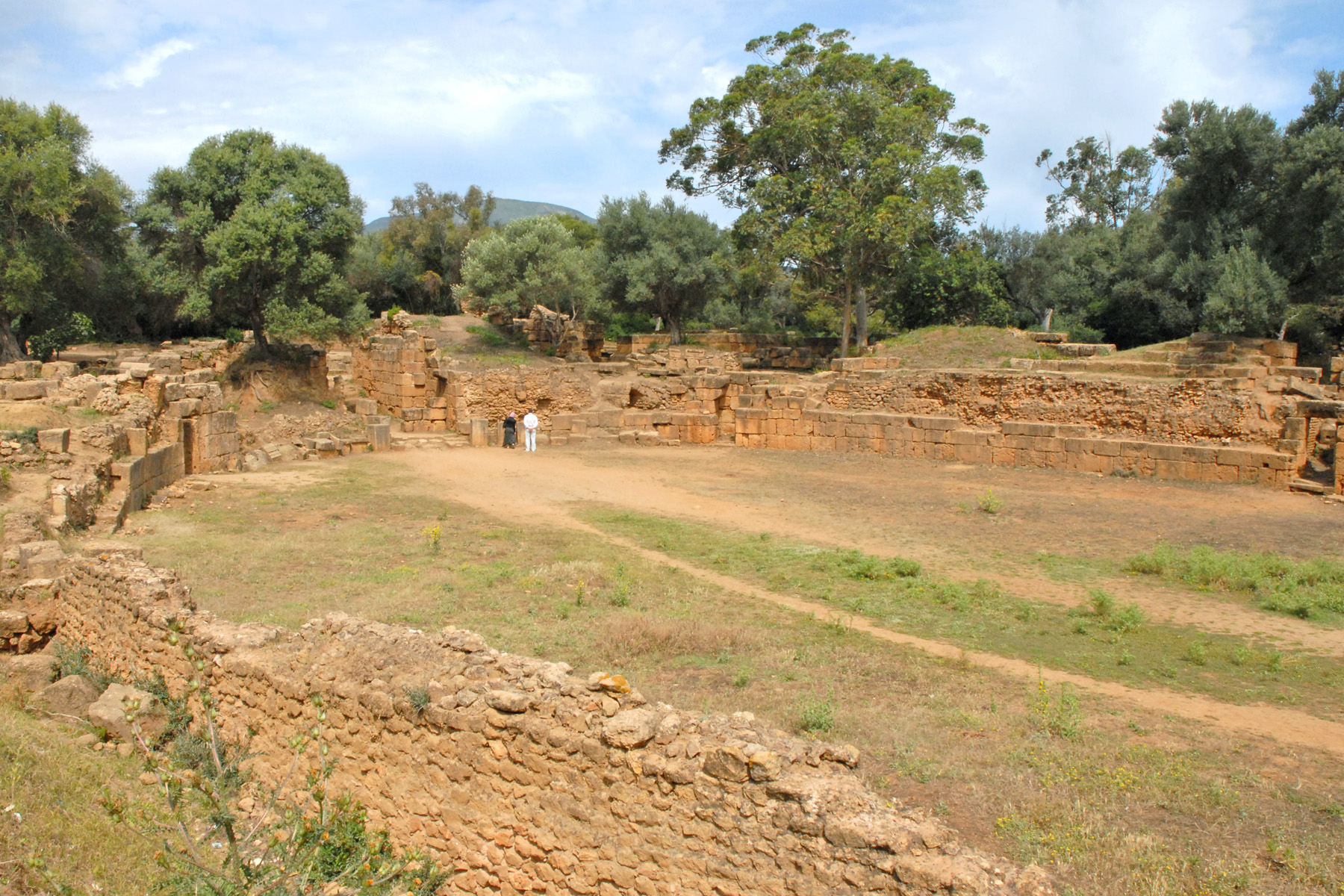
Руїни римського амфітеатру
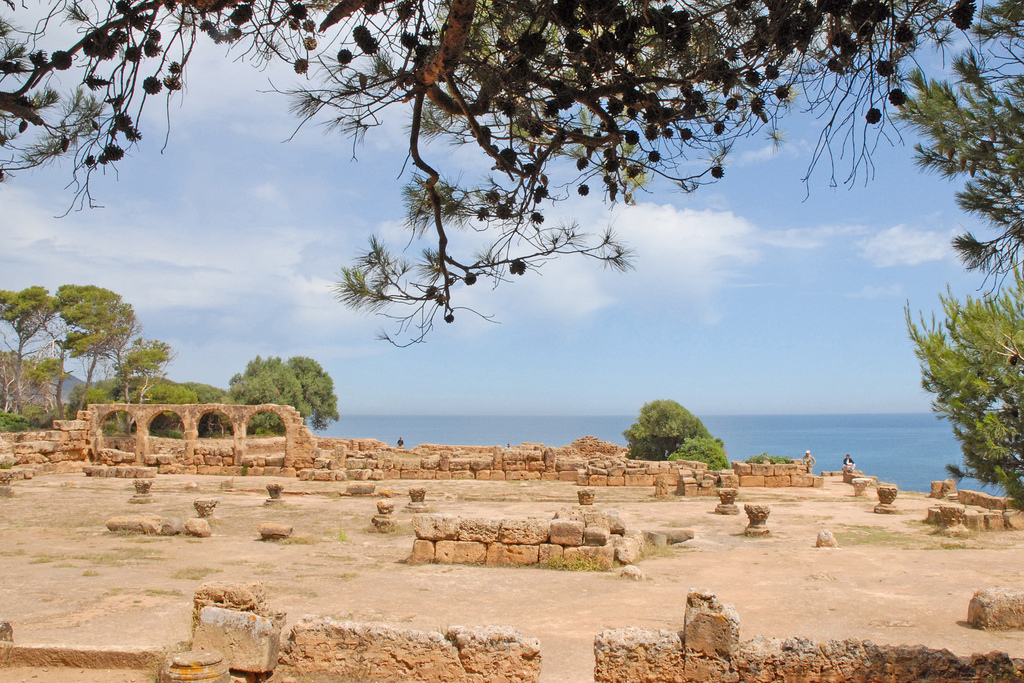
Залишки християнської церкви
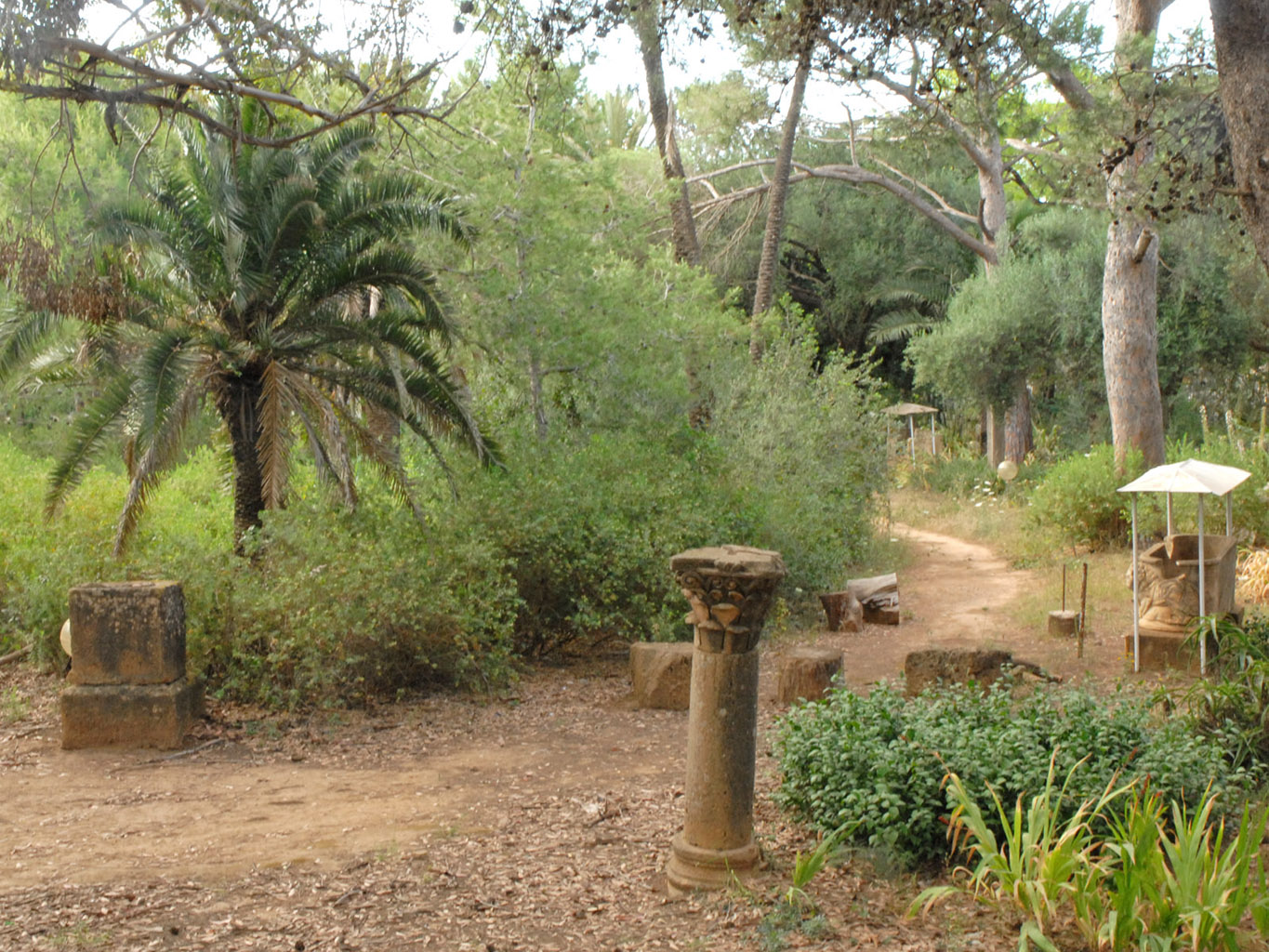
Римські руїни Тіпази

## Галерея

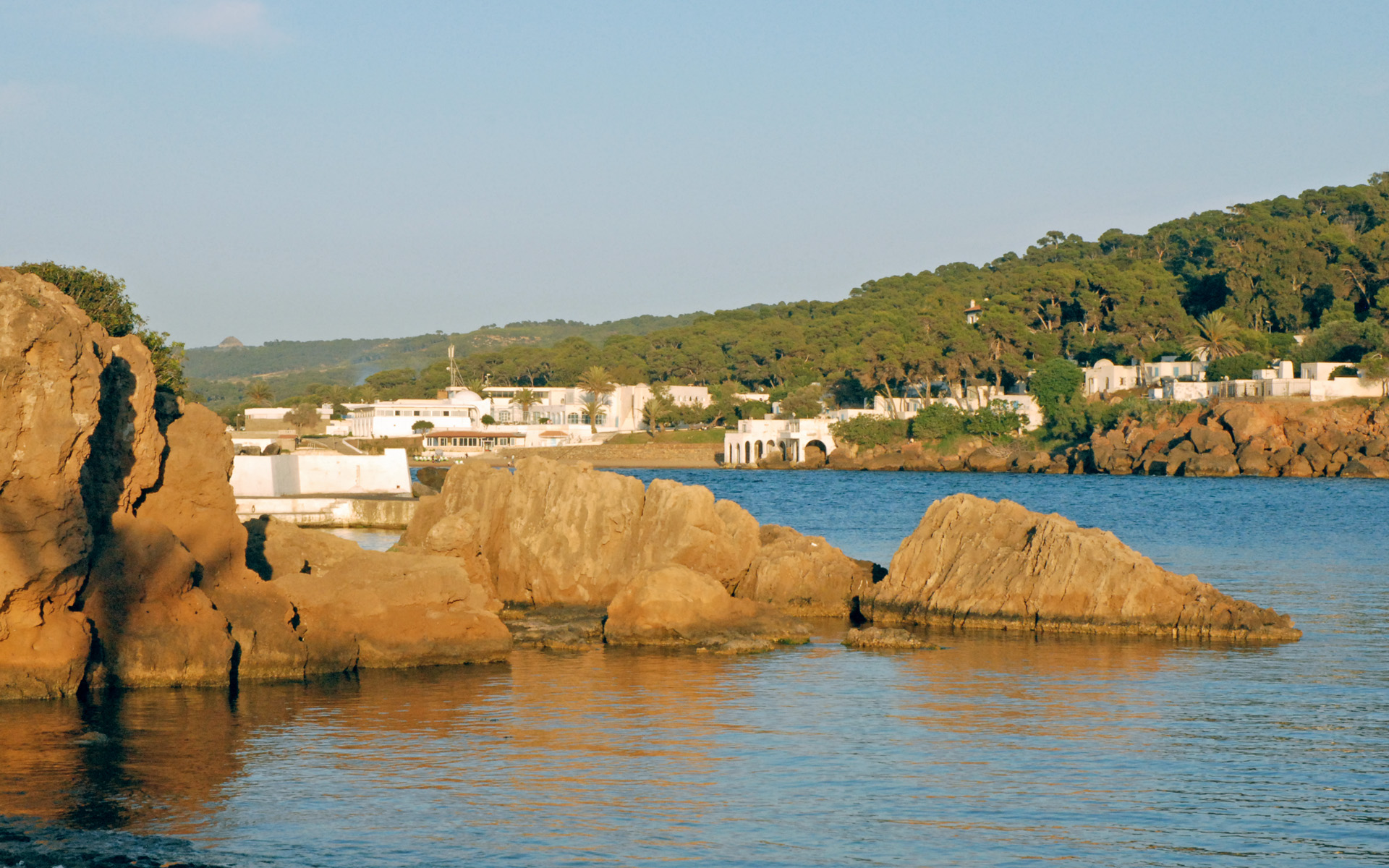
Туристичний комплекс «Корн д'ор»
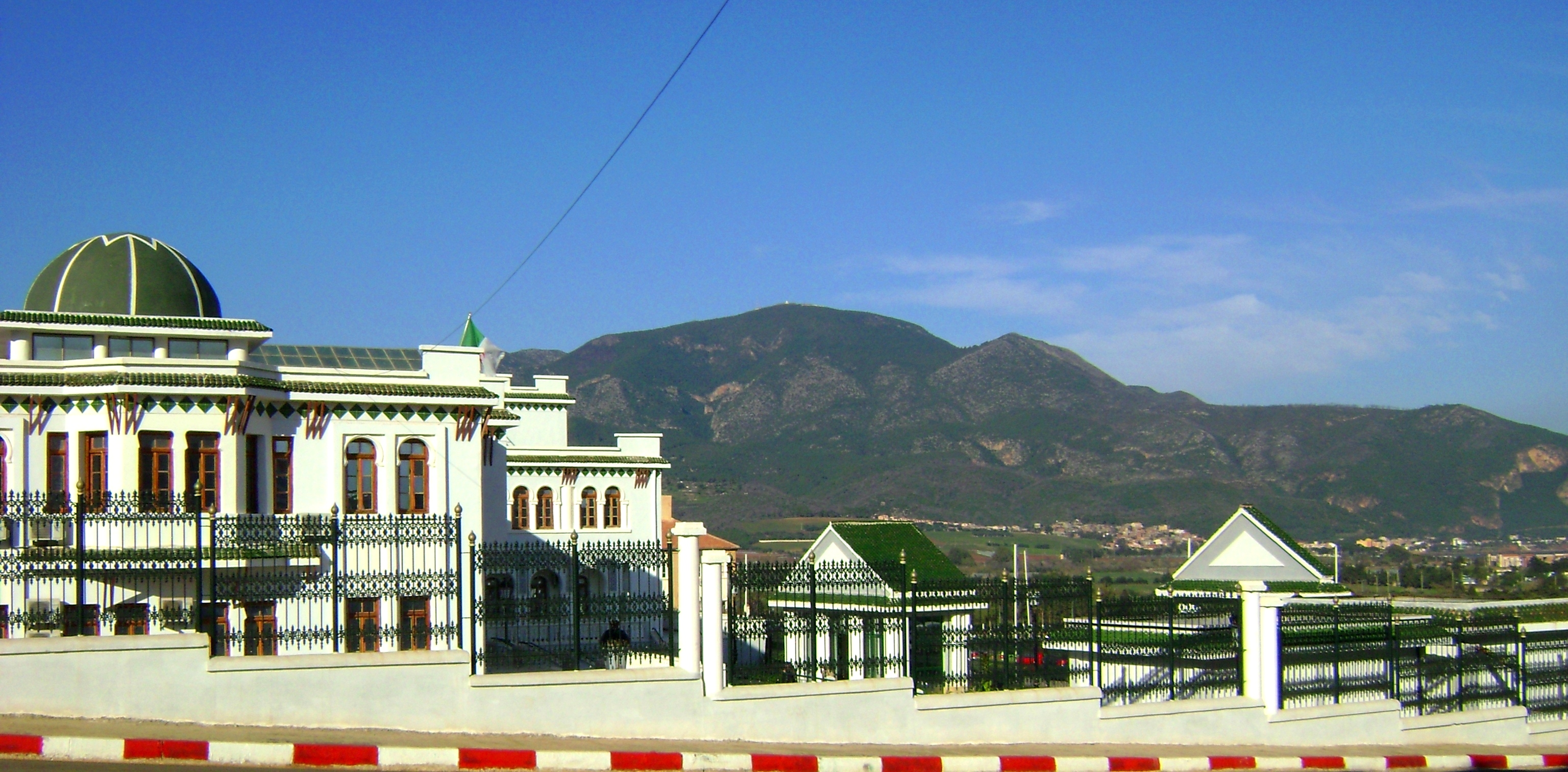
Мерія Тіпази